# Hội nghị bàn tròn Hà Lan-Indonesia
Hội nghị bàn tròn Hà Lan–Indonesia được tổ chức tại Den Haag từ ngày 23 tháng 8 – 2 tháng 11 năm 1949, giữa các đại biểu của Hà Lan, nước Cộng hòa Indonesia và Hội đồng Tư vấn Liên bang (BFO)- đại diện cho các quốc gia mà người Hà Lan lập ra trên quần đảo Indonesia. Trước hội nghị này, đã diễn ra ba cuộc họp cấp cao khác giữa Hà Lan và Indonesia; đó là Hiệp định Linggadjati (1947), Hiệp định Renville (1948), và Hiệp định Roem-van Roijen (1949). Hội nghị kết thúc với kết quả là Hà Lan chấp thuận chuyển giao chủ quyền cho Hợp chúng quốc Indonesia.

## Bối cảnh
Ngày 28 tháng 1 năm 1949, Hội đồng Bảo an Liên Hợp Quốc thông qua một nghị quyết chỉ trích cuộc tấn công quân sự mà Hà Lan mới tiến hành nhằm chống lực lượng cộng hòa tại Indonesia và yêu cầu phục hồi chính phủ cộng hòa. Nghị quyết cũng thúc giục nối lại đàm phán nhằm tìm kiếm một giải pháp hòa bình giữa hai bên
Hiệp định Roem-van Roijen ký vào ngày 6 tháng 7, xác nhận hiệu lực của nghị quyết Hội đồng Bảo an, trong đó Mohammad Roem phát biểu rằng nước Cộng hòa Indonesia, với các lãnh tụ vẫn đang lưu vong trên đảo Bangka, sẽ đàm phán trong một hội nghị bàn tròn nhằm làm tăng tốc độ chuyển giao chủ quyền.
Chính phủ Indonesia trở lại thủ đô lâm thời Yogyakarta vào ngày 6 tháng 7 năm 1949 sau hơn 6 tháng lưu vong. Nhằm đảm bảo lập trường tương đồng trong đàm phán giữa các đại biểu của Cộng hòa và liên bang, trong nửa cuối tháng 7 năm 1949 và từ ngày 31 tháng 7 – 2 tháng 8, các hội nghị liên Indonesia được tiến hành tại Yogyakarta giữa toàn bộ các nhà cầm quyền hợp thành trong Hợp chúng quốc Indonesia tương lai. Những người tham dự chấp thuận dựa trên các nguyên tắc cơ bản và khuôn khổ hiến pháp
Các cuộc thảo luận sơ bộ tiếp theo do Ủy ban Liên Hiệp quốc về Indonesia tại Jakarta bảo trợ, hội nghị bàn tròn được quyết định sẽ diễn ra tại Den Haag.

## Đàm phán
Kết quả của các cuộc đàm phán nằm trong một số văn kiện, một Hiến chương Chuyển giao Chủ quyền, một Quy chế Liên minh, một hiệp định kinh tế và các hiệp định về công tác xã hội và quân sự
Họ cũng đạt được hiệp định về việc triệt thoái các binh sĩ Hà Lan "trong thời gian ngắn nhất có thể". Và về việc Hợp chúng quốc Indonesia cấp tình trạng tối huệ quốc cho Hà Lan. Ngoài ra, sẽ không có phân biệt đối xử chống lại kiều dân hoặc các công ty Hà Lan và nước Cộng hòa chấp thuận kế tục các hiệp định mậu dịch do Đông Ấn Hà Lan đàm phán. Tuy nhiên, hai chủ đề lớn gây bất đồng là nợ của chính phủ thực dân Hà Lan và tình trạng của miền Tây đảo Tân Guinea.

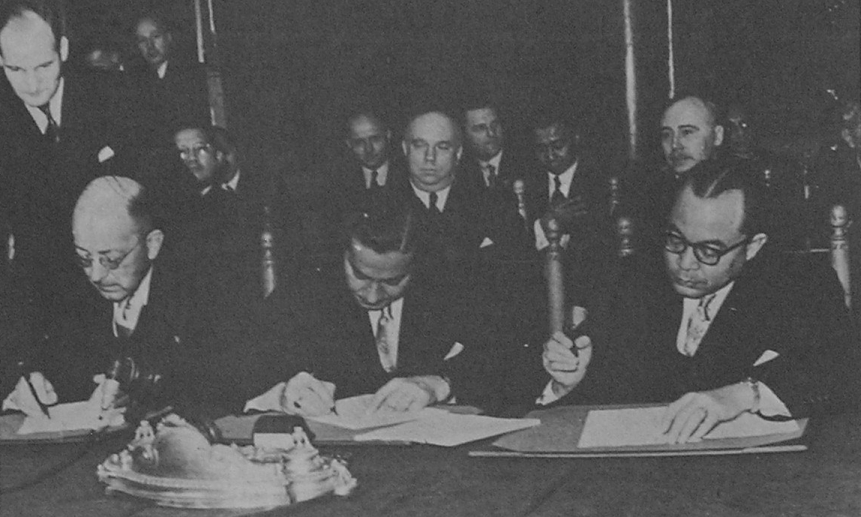
J.H. Maarseveen, Sultan Hamid II và Hatta ký kết Hiệp định bàn tròn, 2 tháng 11 năm 1949

Các cuộc đàm phán về nợ quốc nội và ngoại quốc của chính phủ thực dân Đông Ấn Hà Lan bị kéo dài, mỗi bên trình bày các tính toán riêng của mình và tranh luận về Hợp chúng quốc Indonesia có nên chịu trách nhiệm về các khoản nợ mà người Hà Lan gánh sau khi đầu hàng Nhật Bản vào năm 1942. Các phái đoàn Indonesia phẫn nộ trước việc phải tính cả khoản tiền mà họ cho là chi phí quân sự của Hà Lan nhằm chống lại họ. Cuối cùng, nhờ can thiệp của thành viên đại diện cho Hoa Kỳ trong Ủy ban Liên Hợp Quốc về Indonesia, phía Indonesia nhận thức rằng chấp thuận trả một phần nợ của người Hà Lan sẽ là giá họ phải trả để được chuyển giao chủ quyền. Ngày 24 tháng 10, các phái đoàn Indonesia chấp thuận rằng Indonesia sẽ tiếp nhận khoảng 4,3 tỷ Guilder nợ chính phủ Đông Ấn Hà Lan.
Vấn đề tiếp nhận miền Tây đảo Tân Guinea suýt khiến đàm phán trở nên bế tắc. Các phái đoàn Indonesia có quan điểm rằng Indonesia sẽ bao gồm toàn thể lãnh thổ của Đông Ấn Hà Lan. Người Hà Lan bác bỏ thỏa hiệp, tuyên bố miền Tây đảo Tân New Guinea không có liên kết về dân tộc với phần còn lại của quần đảo Bất chấp quan điểm công chúng tại Hà Lan là ủng hộ chuyển giao miền Tây đảo Tân Guinea cho Indonesia, nội các Hà Lan lo ngại hành động nhượng bộ điều này sẽ khiến Quốc hội không phê chuẩn Hiệp định hội nghị bàn tròn. Cuối cùng, vào những giờ đầu của ngày 1 tháng 11 năm 1949 các bên đạt được một thỏa hiệp: tình trạng của miền Tây đảo Tân Guinea sẽ được xác định thông qua các cuộc đàm phán giữa Hợp chúng quốc Indonesia và Hà Lan trong vòng một năm sau chuyển giao chủ quyền.
Hội nghị chính thức kết thúc tại tòa nhà quốc hội Hà Lan vào ngày 2 tháng 11 năm 1949. Chủ quyền được chuyển giao cho Hợp chúng quốc Indonesia vào ngày 27 tháng 12 năm 1949.
1. Vương quốc Hà Lan chuyển giao hoàn toàn chủ quyền vô điều kiện và không thể triệt tiêu cho Cộng hòa Hợp chúng quốc Indonesia, và do đó công nhận Cộng hòa Hợp chúng quốc Indonesia là một quốc gia độc lập và có chủ quyền.
2. Cộng hòa Hợp chúng quốc Indonesia chấp thuận chủ quyền này dựa trên các điều khoản hiến pháp của mình; Vương quốc Hà Lan đã được thông báo về hiến pháp đề xuất này.

—Hiến chương chuyển giao chủ quyền.

## Hậu quả
Sau sáu mươi năm công nhận ngày chuyển giao chủ quyền là ngày độc lập của Indonesia, đến ngày 15 tháng 8 năm 2005 chính phủ Hà Lan chính thức công nhận Indonesia độc lập thực tế từ ngày 17 tháng 8 năm 1945, tức ngày Indonesia tuyên bố độc lập. Trong một hội nghị tại Jakarta, Ngoại trưởng Ben Bot tuyên bố "hối tiếc sâu sắc về những đau khổ" xảy ra trong Cách mạng Dân tộc kéo dài trong bốn năm, song không chính thức xin lỗi. Phản ứng của Indonesia với lập trường của Hà Lan nhìn chung là tích cực; Bộ trưởng Ngoại giao Indonesia Hassan Wirayuda được trích lời nói rằng, sau khi thừa nhận điều này, "sẽ dễ dàng hơn để hướng về phía trước và tăng cường quan hệ song phương giữa hai quốc gia".